# Homer (Alaszka)
Homer város az USA Alaszka államában, Kenai Peninsula megyében. Lakosainak száma 5522 fő (2020. április 1.).

## Népesség
A település népességének változása:

| 2010 | 5 003 |
| 2020 | 5 522 |